# Zuurstoftent (sport)
Een zuurstoftent, beter bekend als een hoogtetent, is een min of meer gasdichte tent waarin het zuurstofgehalte van de lucht geregeld kan worden. Sporters wennen hun lichaam daarmee aan een verlaagd zuurstofgehalte, als voorbereiding op topprestaties.
Sporters gebruiken de zuurstoftent langdurig, soms maandenlang, als hulpmiddel ter voorbereiding op prestaties in de ijle lucht op grote hoogte, als een soort hoogtestage. Het lichaam reageert op het zuurstoftekort door extra rode bloedcellen te maken, zodat de zuurstofcapaciteit van het bloed toeneemt. Er hebben ook wel sporters geprobeerd om hun prestaties op zeeniveau op die manier te verbeteren, maar het is de vraag of dit zinvol is. Door de extra bloedcellen wordt het bloed namelijk ook iets dikker wat nadelen met zich mee kan brengen.

## Uitvoering en werking
Gewoonlijk blaast een luchtpomp via een lange slurf zuurstofarme lucht in de tent. Daardoor kan de pomp met een eventuele hoogtegenerator in een andere kamer staan, zodat de sporter minder last heeft van het geluid. Afgewerkte lucht verdwijnt door kleine lekkages en door speciale uitlaatopeningen. Behalve tenten die aan de onderkant dicht zijn, bestaan er ook vormen die over een bed geplaatst kunnen worden. Deze hebben een verzwaarde rand die de afsluiting met de vloer verzorgt. 
Terwijl lucht op zeeniveau 20,9% zuurstof bevat, kan het zuurstofpercentage in de tent tot 9% zakken, waarbij het ingesteld kan worden om overeen te komen met omstandigheden in het hooggebergte. Gewoonlijk wordt een hoogte van 2400 tot 4500 meter gesimuleerd. Het lichaam van de sporter gaat zich aanpassen als het zuurstofgehalte in het bloed, daalt tot 90% van de normale waarde, wat te meten is met een pulse-oxymeter. Moderne en dure uitvoeringen van de tent bieden een royale ventilatie en kunnen zelfs aangevuld worden met een airconditioner. Daardoor geven deze uitvoeringen veel minder problemen met luchtvochtigheid en met bedomptheid door een te hoog CO2-gehalte.

## Sporters
Sporters die zich fanatiek willen voorbereiden, brengen veel tijd door in hun zuurstoftent. De zwemmer Maarten van der Weijden die bij de Olympische Spelen van 2008 kampioen werd, bracht tevoren enkele maanden lang 12 tot 16 uur per dag door in zijn tent. Pas een dag voor de race slaapt hij weer in een gewoon bed.

## Medisch
Ook medici maken gebruik van zuurstoftenten en zuurstofcabines, maar die hebben een ander doel en zijn anders gebouwd. Voor medische doelen wordt het zuurstofgehalte verhoogd en men spreekt dan van hyperbare geneeskunde. Sportduikers kunnen er behandeld worden voor caissonziekte en mensen die op hoogte grote inspanningen geleverd hebben kunnen er voor zuurstofgebrek behandeld worden, maar sporters worden ook op andere indicaties in een zuurstoftent of -cabine gelegd. Bij de windstille en bijzonder warme marathon van de Gemenebestspelen van 1954 werd de langeafstandsloper Jim Peters op 200 meter voor de finish uit de wedstrijd genomen en naar het ziekenhuis gebracht. Hij was bewusteloos en lag zeven uur in een zuurstoftent aan het infuus. Peters beëindigde zijn sportcarrière op doktersadvies, hoewel hij voor zover bekend volledig herstelde.